# Mikoviny Sámuel
Mikoviny (Mikovini) Sámuel (Ábelfalva, 1698 – Trencsén mellett, 1750. március 23.), magyar matematikus, mérnök, földmérő, tanár, a magyar térképészet megalapítója. Két nemzet, a magyar és a szlovák büszkesége.
A 18. század jelentős magyar polihisztora, szerteágazó tevékenysége nagy hatással volt a tudományos életre, ő tekinthető a magyar térképészet megalapítójának, nagy jelentőségűek folyószabályozási és mocsárlecsapolási munkái, továbbá úttörő szerepet játszott a hazai műszaki felsőoktatás megteremtésében.
Azok közé az alkotók közé tartozik, akiknek a művei mind a mai napig időtállóak. Háromszáz éve – a török háborúkban és a kurucok szabadságharca után a nyomorúságba süllyedt és pusztasággá vált Magyarországon született. S bár polihisztor volt, az új országépítő és tudós generáció tagjaként a térképkészítésben alkotta a legmaradandóbbat. A magyar földmérés történetében ő tekinthető a tudományos kartográfia magyarországi megalapítójának.
A 19. század előhírnökeként, korát többszörösen megelőzve, üstökösként alkotott maradandót Mikoviny Sámuel. Jelentőségét, nagyságát a természettudományok és a technika történetében még ma sem lehet pontosan felmérni. Latin és német nyelvű tanulmányai a bányászat, a kohászat és a kartográfia területén egyaránt példamutatók. Ő vetette fel a topográfiai térképek készítésének szükségességét. Korai halála miatt nagyszerű terveinek csak a töredékét tudta megvalósítani, mégis a magyar történelem kiemelkedő tudósaként, mérnökeként tartják számon.

## Élete
Feltételezhetően a Nógrád vármegyéhez tartozó Ábelfalván született 1698-ban, elszegényedett nemesi családban. Édesapja, Mikoviny Sámuel evangélikus lelkész volt, édesanyja nem sokkal születése után meghalt. 1718–1721 között a Pozsonyi Evangélikus Líceumban tanult, ahol édesapja barátja, Bél Mátyás is tanította. A tehetséges ifjú vélhetőleg az ő közbenjárásának és kapcsolatainak köszönhetően jutott el Németországba, ahol 1721–1722-ben az altdorfi, majd 1723-1724-ben a jénai egyetemen tanult. Kedvenc tárgya a matematika volt, ezért nagy jártasságot szerzett benne, de térképkészítést, csillagászati helymeghatározást, rajzolást, rézmetszést is tanult. Miután 1723 októberében mérnöki diplomát szerzett, európai körútra indult. Ennek részletei nem ismertek, de feltehetően Bécsben is tanult térképészetet, és esetleg megfordult Berlinben, talán Párizsban is.
1725-ben tért haza és Pozsony vármegye mérnöke lett, ahol elsőként folyószabályozási, gátépítési munkákkal bízták meg. 1735-ig töltötte be ezt a tisztséget, de közben – mivel szakértelmére nagy szükség volt az elmaradott országban – sok kisebb munka mellett felmérte az Esterházy család tatai birtokát, majd 1729-től az Udvari Kamara első mérnökeként is dolgozott, geometria és építész minőségben. 1731-től megkezdte Bél Mátyás Notitia Hungariae című, Magyarország történelmét és földrajzát bemutató könyve számára a vármegyék térképeinek elkészítését, amelyhez alapos terepi felméréseket végzett. Ehhez a munkájához – annak jelentőségét felismerve – segítséget nyújtottak az ország vezetői is. Gyakran megfordult Selmecbányán, ahol mérnökként segítette a termelést, és 1735-től a téli hónapokban a selmecbányai Selmecbányai Bányászati Akadémia első tanáraként oktatott. A világ első műszaki felsőoktatási intézménye: a későbbi Selmeci Akadémia volt az első nem egyházi alapítású felsőoktatási intézmény a Habsburg Birodalmon belül; két- illetve hároméves képzési idő alatt biztosította olyan műszaki szakemberek képzését, akik a bányaművelés (ércbányászat, szénbányászat, sóbányászat) különböző elméleti és gyakorlati területeiről szerezhettek korszerű ismereteket. Az év egyik felében matematikát, mechanikát és hidraulikát tanított valamint föld- és bányamérési gyakorlatokat vezetett, és az uralkodó megbízásából nyaranta az ország topográfiai felmérésén dolgozott.
Kamarai mérnökként szolgálataira a császári hadsereg is igényt tartott; őrnagyi rangot kapott, és az osztrák örökösödési háború során, 1742-ben a magyar-morva határvidék felmérésével és védelmének kiépítésével bízták meg. 1745-ben részt vett a sziléziai hadjáratban, ahol szintén műszaki feladatokat, erődítmények tervezését, építését, valamint térképészeti felméréseket végzett, gyakran a harcok közvetlen közelében, élete kockáztatásával. 1749-ben a tervei alapján kezdődött a budai vár újjáépítése. 1750-ben, a Vág folyó szabályozási munkálatai közben a gátakon súlyosan megfázott és március 23-án Trencsén közelében meghalt, sírjának helye ismeretlen.

## A térképész
Mikoviny Sámuel elsősorban a magyarországi térképészet megalapítójaként ismert. A török kiűzését követően a császári hadmérnökök; Luigi Ferdinando Marsigli és Johann Christoph Müller már földrajzi szélesség meghatározásán alapuló térképeket készítettek. Azonban kevés mérést végeztek, módszereik sem voltak a legkorszerűbbek. Így Mikoviny volt az első Magyarországot felmérő mérnök, aki a kor színvonalán álló mérési technikát alkalmazott. A folyószabályozási munkák tervezéséhez szükséges felmérések, majd a vármegyék térképeinek készítése során kidolgozta [topográfia]i térképkészítési alapelveit, amelyeket 1732-ben Pozsonyban megjelent Epistola de methodo concinendarum mapparum Hungariae című nyílt levelében közölt.

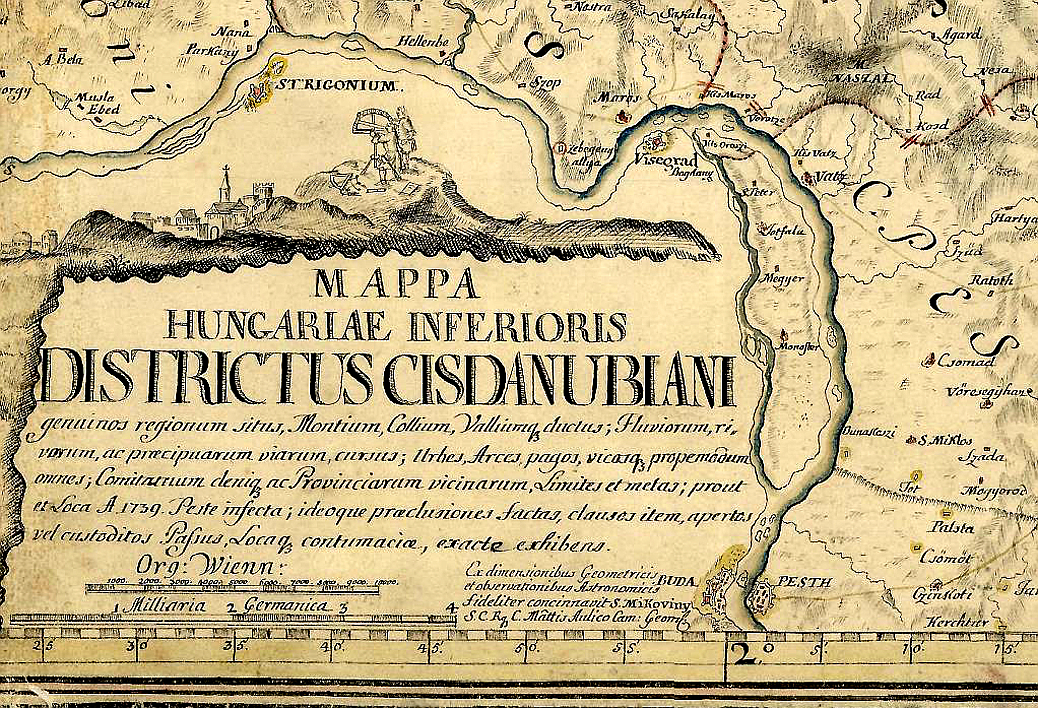
Térképrészlet Mikoviny Sámuel A Dunán inneni kerület térképéről (1739)

Mikoviny szerint a térképeknek asztronómiai, geometriai, magnetikus és hidrográfiai alapokon kell nyugodniuk. Ez a gyakorlatban azt jelentette, hogy a terepfelmérések során háromszögelést kell végezni, háromszögelési hálózatokat kell létrehozni, amelyeknek fontosabb pontjain csillagászati helymeghatározást kell elvégezni a pontosság növelése és az abszolút (földrajzi) koordináták meghatározása céljából. Ezen mérések kiegészítésére használta még a korábbi, mágneses északi iránytól való eltérés mérését, a hidrográfiai alapokon pedig a folyók folyásirányában való távolságok és irányok iránytűvel való mérését-becslését értette. Ezen módszerek, és főleg azok együttes használata Mikoviny és tanítványai nyomán váltak általánossá. Elméleti dolgozata jelentős újdonság volt térségünkben. Később még két rövidebb, módszertani összefoglalása jelent meg a Notitia Hungariae … köteteiben; a Monitio I. és II. amelyekben további részleteket közölt módszereiről, különös tekintettel a csillagászati úton való [földrajzi helymeghatározás]ra.
Elméleti munkásságához hasonlóan gyakorlati tevékenysége is nagy jelentőségű volt; mestere és munkatársa, Bél Mátyás Notitia Hungariae novae historico geographica című, Magyarország történetét és földrajzát bemutató művéhez 1731-ben megkezdte az egész országra kiterjedő felméréseit. Kezdetben a pénzhiány, a helyi hatóságok és a lakosság ellenállása is nehezítette a munkáját, de az ország egyes vezetői – felismerve a vállalkozás jelentőségét – segítették a megvalósításban. III. Károly király 1731. október 25-én dekrétumban rendelte el a Magyar Királyság részletes feltérképezését, gróf Pálffy Miklós nádor, a Helytartótanács elnöke pedig felszólította a megyei hatóságokat, hogy ne akadályozzák a felmérést. Mikoviny végül több mint harminc vármegyének a térképét készítette el, de végül 9 megye 11 térképe jelent meg a Notitia Hungariae Novae Historico Geographica… négy kötetében 1735 és 1742 között, a többit különféle levéltárak, könyvtárak őrzik, vagy elvesztek, megsemmisültek.

## Vízrendezői munkássága
Amikor Pozsony vármegye mérnökeként kezdett dolgozni, a terület folyói, a Duna, a Vág és a Dudvág árvizei folyamatos veszélyt jelentettek. A korábbi, spontán gátépítések hibáiból tanulva Mikoviny tett kísérletet az árvíz elleni védekezés megszervezésére. Elsőként készített térképeket a folyók medréről, mert korábban nem végeztek felméréseket a területen, majd ezekre a térképekre támaszkodva elkészítette a gátrendszerek terveit.
Szeretné a múltat feltárni, különösen Magyarországnak azt a részét, mely valaha Pannóniához és Daciához tartozott… nem feledkezve meg a szarmata, gót és hun régiségekről sem… Szeretné feltárni minden járásban, minden megyében és minden vidéken, hogy melyek a figyelemre méltó adottságaik, helyzetükből, fekvésükből fakadó előnyeik, milyen erdeik, hegyeik, ásványaik és bányáik, folyóik és hágóik vannak, illetve lehetnének, és miért lehetne ezeket a legkönnyebben, legeredményesebben kiaknázni. Feltüntetné, mi az, amit rajta a jövőben a köz és az egyén javára lehetne fordítani és alakítani, miként a szántóterületek megnövelésére és feljavítására, a vizek lecsapolására, száraz vidékek öntözésére, az árvizek elhárítására…

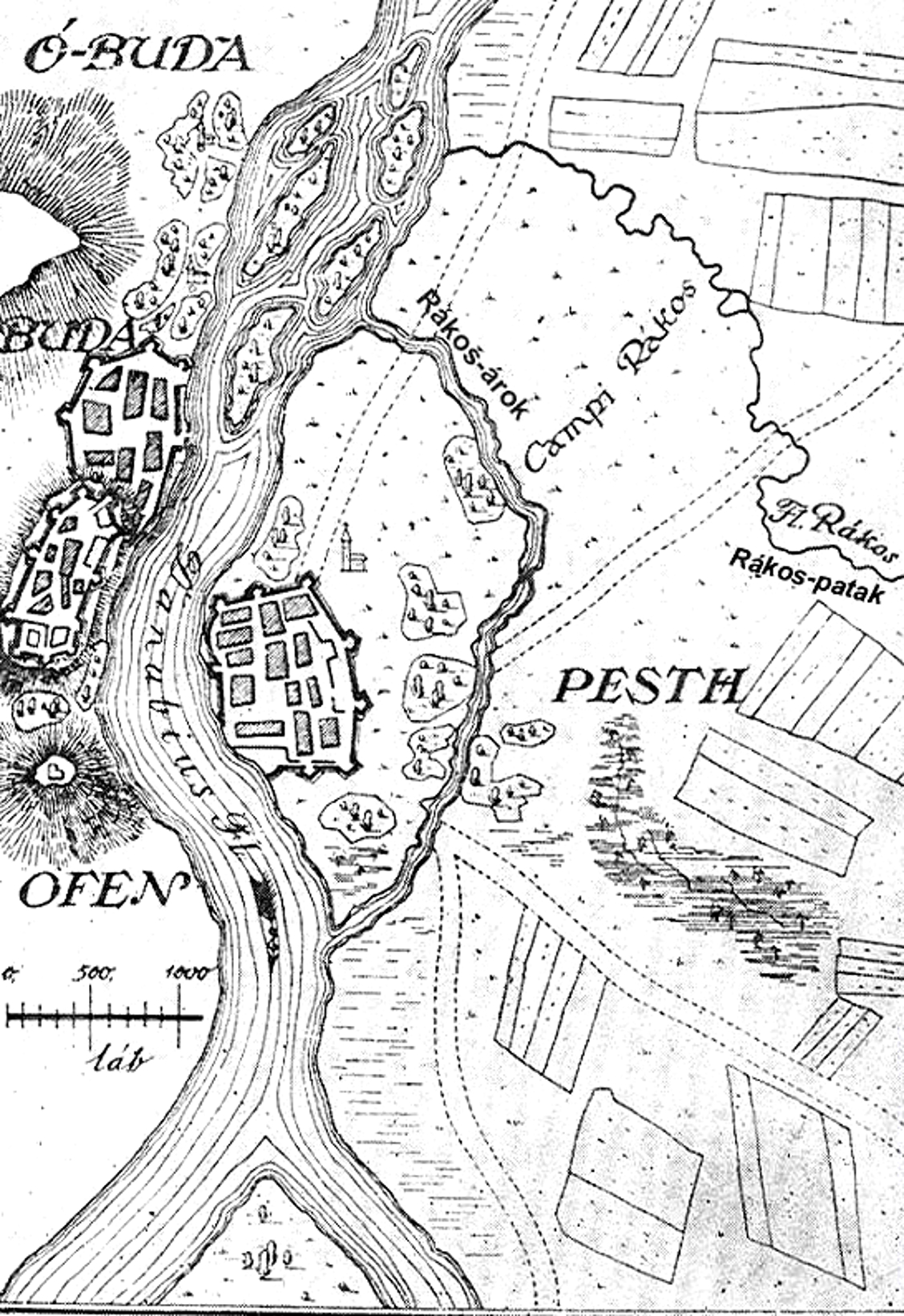
Mikoviny Sámuel térképe Budáról és Pestről

Elrendelte, hogy a fokozott veszélynek kitett szakaszokat jobban erősítsék meg, magasabb gátakat építsenek, és az építkezés során fát, nádat is használjanak a töltésekhez. Felhívta a figyelmet az összefüggő gátrendszerek, a védekezés összehangolásának fontosságára, ugyanis gyakran megesett, hogy egy-egy elárasztott falu lakói a szomszéd település földjére vezették a vizet, tönkretéve azt, továbbá javasolta, hogy árvíz idején folyamatos figyelőszolgálatot tartsanak a gátakon, így időben észrevehették és kijavíthatták a szivárgásokat. Felismerte, hogy a vízimalmok fokozzák az árvízveszélyt, mert felduzzasztják és eltömítik a folyómedreket, sokat leromboltatott.
Jelentős szerepe volt a tatai és a környékbeli mocsarak lecsapolásában. Tájrendezési szempontból egyik jelentős tevékenysége a tatai Nagy-tó és a Cseke-tó szabályozása. 1746-ban gróf Esterházy József felkérésére felmérte és elkészítette a Tata, Almás és Szőny közötti terület csatornázási tervét. A Mikoviny-ároknak nevezett csatorna a mai napig őrzi nevét.

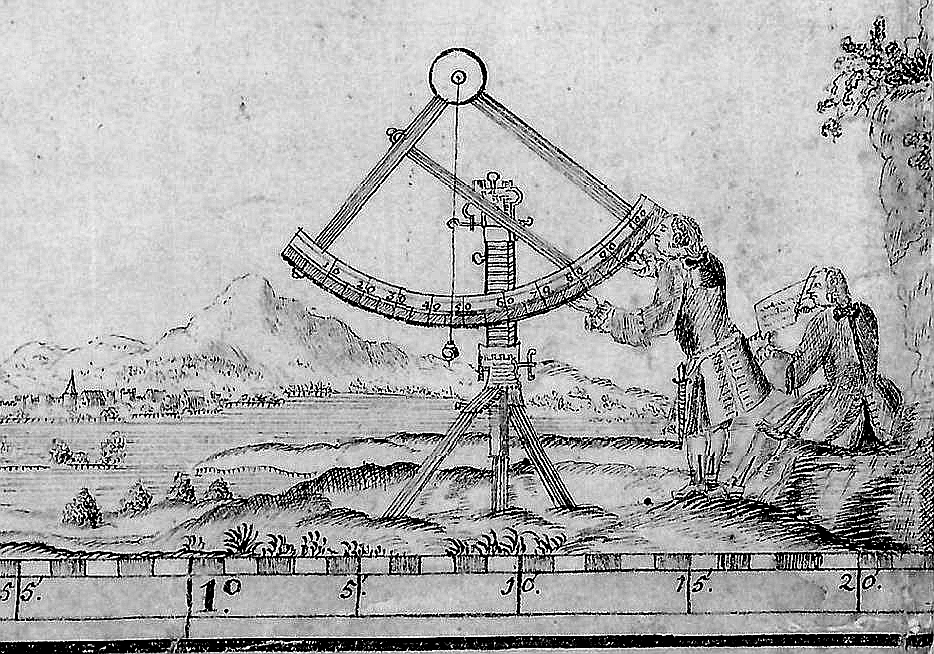
Mikoviny Sámuel és munkatársa munka közben

Alapos tanulmányozás és gondos, hidraulikai számítások után ma is korszerű javaslatot fogalmazott meg Esterházy József volt országbíró számára. Esterházy a kincstár beleegyezésével (ugyanis a mocsár nagyobb része almási terület, akkor királyi birtok volt) bízta meg ezzel, majd Mikoviny irányítása mellett nekiláttak a kivitelezésnek. A munkálatok 1747-ben készültek el, korabeli feljegyzések szerint nemegyszer katonai segítséget kellett igénybe venni, ugyanis az érintett vízimalom-tulajdonosok, akiknek malmát a mocsárvizek hajtották, a jobbágyokat fellázítva elrontották a földműveket, és visszatemették az átvágásokat. Ekkor csapolták le a füzitő–szőnyi úgynevezett Fekete-ér mocsarait is. Mikoviny a mocsarat tápláló Által-ér–Öreg-tó vizét jobbra, az almási dombvonulat peremén, míg a Fényes-források vizét balra, Naszály irányában szintén a dombok lábánál mesterséges mederben vezette el. Az így utánpótlás nélkül maradt mocsárvizet temérdek ágból álló csatornahálózat gyűjtötte össze, és vezette a Dunába Almás felett. Ezért nevezik a Fényes-patakot más néven Királyné árkának, míg a mai Által-eret Kühtreiber-pataknak („Tehénhajtó” pataknak), utóbbi ugyanis a Tatáról Almás felé, az ottani dunai nagy rév irányába tartó marhahajtó úttal párhuzamosan haladt. A kincstár a rá eső részt fedezte. Tata klímája egészségesebbé vált, megváltozott. 1751-ben Mária Terézia a Dunán hajózva Almásnál partra szállt, és „bőrös csézán” végighajtatva a falun személyesen is megtekintette a lecsapolt területeken virágzásnak induló gazdálkodást.
Ezen intézkedések maguktól értetődőnek tűnhetnek, de akkoriban az újdonság erejével hatottak, olyannyira, hogy a legtöbb terve csak jó száz évvel később valósulhatott meg a folytonos pénzhiány és a nemtörődömség miatt. Mikoviny érdeme a Duna Pest-Pilis-Solt-Kiskun vármegyei szakaszának, az ország összes nagyobb folyó- és állóvizének szabályozása vagy legalábbis felmérése, szabályozási terveik készítése. Ezen munkássága miatt az első magyar vízügyi mérnöknek tekinthető, halála is ehhez kapcsolódik: a gátakon végzett munkák során súlyosan megfázott, hat napig tartó betegeskedés után meghalt.

## Művészeti munkái
Nürnbergi diákévei alatt rézmetszést tanult Johann Georg Puschner műhelyében; az 1723-ban megjelent Nürnbergische Prospekte című, Nürnberg nevezetességeit bemutató könyv 37 művészi rézmetszete közül 11 darabot ő jegyzett, és a munkát kedvezően fogadták. Szintén 1723-ban jelent meg Bél Mátyás Prodromus (Hungariae antiquae et novae prodromus) című műve, amelyet az ő illusztrációi is díszítettek. Élete során még számos művészi rajzot, látképet készített.

## Emlékezete
- A Magyar Bányászati és Kohászati Egyesület 1950-ben emlékérmet alapított a tiszteletére.[5]
- Nevét viseli a Miskolci Egyetem doktori iskolája.[14]
- Nevét viselte a miskolci Bányaipari Aknászképző Technikum (Miskolc, Déryné utca 11.)
- Nevét emléktábla és egy szobor őrzi a tatai Öreg-tó partján.[5]
- Tatabányán, Tatán, Ajka-Padragkúton és Budapesten utcát neveztek el róla.
- Az Által-éren rendezett Mikoviny-emlék vízi túra (Útvonal: Tata–Dunaalmás, Táv: 13 fkm.)
- Sopronban az Alsó-Lőverek egyik utcája viseli a nevét[15]
- Térinformatikai emlékverseny évente Székesfehérváron[16]
- Emlékműve van Borsod-Abaúj-Zemplén vármegyében, Rudabányán, a Bányászattörténeti Múzeum udvarán (az emlékmű eredetileg a miskolci Mikoviny Sámuel Bányaipari Aknászképző Technikum udvarán állt, majd annak megszűnése után, 1969-ben került a településre).
- Steiner Gyula által az 1950-es években készített olajfestménye Rudabányán a Bányászattörténeti Múzeumban található.
- A Borsod-Abaúj-Zemplén vármegyei Rudolftelepen 1994-ben felvette nevét a helyi általános iskola - az iskolában mellszobra is található (Zilahy József, helyi amatőr művész alkotása) - valamint utcanév is őrzi az emlékét.